# Стехања вас
Стехања вас (словен. Stehanja vas) је насељено место у општини Требње, регија Југоисточна Словенија, Словенија.

## Историја
До територијалне реорганизације у Словенији била је у саставу старе општине Требње.

## Становништво
У попису становништва из 2011. године, Стехања вас је имала 49 становника.
| Број становника према пописима | Број становника према пописима | Број становника према пописима |
| ------------------------------ | ------------------------------ | ------------------------------ |
| 1991                           | 2002                           | 2011                           |
| 42                             | 44                             | 49                             |

## Галерија
- улаз у насеље
- засеок Стаје